# Markward von Hildesheim
Markward († 2. Februar 880 bei Ebstorf nahe Lüneburg; auch: Marqward oder Marquard) war der fünfte Bischof von Hildesheim von 874 bis zum 2. Februar 880.
Der Name Markward kommt aus dem Althochdeutschen und bedeutet der Grenzwächter.
Bischof Markward starb zusammen mit Bischof Theoderich von Minden, dem sächsischen Großen Bruno von Sachsen, den 11 Grafen Wigmann, Bardo, Bardo und Bardo, Thiotrich und Thiotrich, Gerrich, Liutolf, Folkward, Awan, Liuthar, sowie den 14 Beamten Bodo, Aderam, Alfuin, Addasta, Aida, Aida, Dudo, Wal, Halilf, Humildium, Adalwin, Werinhard, Thiotrich und Hilward in der Normannenschlacht 880, einer Schlacht der christlichen Sachsen bei Ebstorf gegen eingedrungene heidnische Normannen. Das Heer der Sachsen erlitt eine furchtbare Niederlage.
Bischof Markward wird als Heiliger und Märtyrer verehrt. Sein Gedenktag ist sein Todestag, der 2. Februar.